# Amal Fathy
Amal Fathy (född Amal Fathy Ahmad Abdeltawab) född den 1 september 1984 i Kairo, är en egyptisk demokratiaktivist och människorättsförsvarare. Hon är före detta aktivist i Sjätte april-rörelsen och medlem av den egyptiska kommissionen för rättigheter och friheter. Mellan januari 2019 och mars 2020 hölls hon i husarrest av de egyptiska myndigheterna på grund av sina uttalanden om sexuella trakasserier i Egypten. 

## Tidigt liv och aktivism
Fathy är född och uppvuxen i Kairo, Egypten, där hon också sedan studerade på Kairos universitet. Innan hon tog examen gick hon med i den egyptiska Sjätte april-rörelsen för att engagera sig i demokratiseringen av landet. Efter statskuppen i Egypten 2013 och Rabaa-massakern i augusti 2013 lämnade hon politiken, för att arbeta som politisk observatör med att kommentera politiska händelser online. 
Runt samma tid träffade hon sin man [källa behövs] Mohamed Lotfy, grundare av den egyptiska kommissionen för rättigheter och friheter (EKRF), i Kairo och gifte sig med honom 2014. Efter äktenskapet var hennes fokus på sin familj och i augusti 2015 födde hon sonen Zidane. Under den här tiden utvecklades EKRF till att bli en av de viktigaste mänskliga rättighetsorganisationerna i landet.[källa behövs] Fathys man förbjöds i juni 2015 att resa till Tyskland i juni 2015 och fick sitt egyptiska pass konfiskerat på Kairos flygplats. Han var på väg till Tyskland för att delta i en debatt vid den tyska förbundsdagen med anledning av general Sisis besök i Berlin.

## Arrestering

### Bakgrund
I januari 2016 kidnappades, torterades och dödades en ung italiensk forskare, Giulio Regeni, i Egypten. Hans kropp hittades i utkanten av Kairo den 3 februari samma år. Advokater från EKRF blev officiellt utsedda att representera hans familj i Egypten, men hade ett nära samarbete med den italienska familjejuristen. Under den här tiden ökade trakasserierna och hoten mot EKRF och Mohamed Lotfy. Den 8 april 2016 kallade den italienska premiärministern Paolo Gentiloni hem Italiens ambassadör från Kairo, samtidigt som han protesterade mot bristen på framsteg i de egyptiska myndigheternas brottsutredning gällande tortyren och mordet på Giulio Regeni. Två veckor senare, den 25 april 2016, arresterades Ahmed Abdallah, ordförande för EKRF, i sitt hem i Kairo. Han släpptes sex månader senare efter att de egyptiska och italienska åklagarna som arbetade med fallet med Giulio Regeni hade besökt varandra och diskuterat arresteringen.

### Facebook-video och gripande
I maj 2018 intensifierades samarbetet mellan grupperna i Italien och Egypten som arbetade med fallet Giulio Regeni. Den 9 maj publicerade Amal Fathy en video på sin Facebook-sida där hon talade om sexuella trakasserier i Egypten och kritiserade regeringens oförmåga eller underlåtenhet att skydda kvinnor. Hon kritiserade också regeringen för utarmade mänskliga rättigheter, sämre socioekonomiska förhållanden och den sämre servicen från det offentliga. Bakgrunden till videon om sexuella trakasserier grundas i att egyptiska kvinnor är särskilt utsatta för våld i det offentliga rummet. 99,3% av de egyptiska kvinnorna och flickorna rapporterar någon form av sexuella trakasserier och/eller övergrepp under sin livstid.
Amnesty International undersökte 12-minutersvideon och fann att den inte innehåller uppvigling i någon form, och att den som sådan skyddas av yttrandefriheten. Regeringstrogna medier anklagade Fathy för att förolämpa och smutskasta Egypten och den egyptiska statens institutioner. Den 11 maj 2018, klockan halv tre på natten, slog egyptiska säkerhetsstyrkor till mot Amal Fathy och Mohamed Lotfys hem i Maadi, Kairo. Polisen förde dem till polisstationen tillsammans med deras treåriga barn. Mohamed Lotfy släpptes fri med sin son medan Amal Fathy förblev kvarhållen. 
Den 29 september 2018 dömdes Amal Fathy till två års fängelse med en borgen på 20 000 EGP (Egyptiskt pund) och böter på 10 000 EGP. Då hade hon redan tillbringat 141 dagar i fängelse efter att ha arresterats på grund av den video hon publicerat på Facebook angående sexuella trakasserier. Den 30 september 2018 överklagade hon ärendet och betalade borgen.
2019 släpptes Fathy ut ur fängelset men befann sig fortfarande i husarrest. Den 14 mars 2020 lyfte Egyptens högsta åklagarmyndighet alla begränsningar av Fathys rörelsefrihet.